# Queen's Club Championships 2005
I Queen's Club Championships 2005 (conosciuti pure come Stella Artois Championships per motivi di sponsorizzazione) sono stati un torneo di tennis giocato sull'erba. È stata la 112ª edizione dei Queen's Club Championships e faceva parte della categoria International Series nell'ambito dell'ATP Tour 2005. Si è giocato al Queen's Club di Londra in Inghilterra, dall'11 al 17 giugno 2005.

## Campioni

### Singolare
Andy Roddick ha battuto in finale  Ivo Karlović con il punteggio di 7–6(9), 7–6(4).

### Doppio
Bob Bryan /  Mike Bryan hanno battuto in finale  Jonas Björkman /  Maks Mirny per 6(2)–7, 7–6(2), 7–6(4).